# Nordische Skiweltmeisterschaften 1950/Nordische Kombination Männer
Bei den 18. Nordischen Skiweltmeisterschaften die vom 1. bis 6. Februar 1950 in Lake Placid (New York) und Rumford (Maine) in den USA ausgetragen wurden, kam ein Wettbewerb in der Nordischen Kombination zur Durchführung. 

## Austragungsmodus
Zum ersten Mal in der Geschichte dieser Sportart wurde die Reihenfolge der beiden Teildisziplinen getauscht. Bisher hatte immer zuerst gemeinsam mit den Spezialisten der Langlauf stattgefunden und später das Springen. Diese Umkehrung der Disziplinreihenfolge war allerdings eigentlich so nicht geplant, sondern war den besonderen Wetterbedingungen geschuldet, die eine Verlegung der Langlaufwettbewerbe nach Rumford im Bundesstaat Maine notwendig machte. Damit war gleichzeitig auch eine Veränderung der vorher festgelegten Termine für die verschiedenen Wettbewerbe dieser Veranstaltung verbunden. Dadurch kam es zu diesem Tausch der Reihenfolge von Springen und Laufen in der Nordischen Kombination, die von da an in dieser Form beibehalten wurde.

## Springen
Der Sprunglauf von der K-70-Schanze im MacKenzie Intervale Ski Jumping Complex in Lake Placid fand am Mittwoch, dem 1. Februar 1950, vor rund 8.000 bis 10.000 Zuschauern statt. Am Wettbewerb nahmen vierzig Skispringer teil, von denen sich alle klassieren konnten. Auch hier gab es eine Veränderung gegenüber früheren Weltmeisterschaften, bei denen die Athleten zwei Sprünge ausführten, die beide in die Wertung kamen. Hier in Lake Placid wurden erstmals drei Durchgänge ausgetragen. Die jeweils beiden besten Sprünge der Sportler gingen dann in die Wertung ein.

## Laufen
Die Streckenlänge des Skilanglaufs betrug wie üblich achtzehn Kilometer. Das Rennen wurde am Freitag, dem 3. Februar gemeinsam mit den Langlaufspezialisten ausgetragen. Für die Nordische Kombination wurden 24 Athleten genannt, von denen auch 24 starteten und 23 den Wettkampf beendeten. Lediglich die ersten dreizehn Platzierungen wurden offiziell gewertet. Der 23-jährige Finne Heikki Hasu lief um etwa fünf Minuten schneller als Slåttvik und brachte den Norwegern damit eine empfindliche Niederlage bei.

## Gesamtwertung
In den offiziellen Protokollen werden nur die Punkte für den Skilanglauf und die Gesamtpunktzahl der vorderen dreizehn Plätze gelistet. Die verbleibenden zehn Platzierungen sind in den meisten Quellen nur fragmentarisch überliefert. Bei "todor66" findet sich eine Nennung der Zeiten, Punkte und Weiten auch für die ab Rang vierzehn platzierten Athleten, die dort allerdings mit dem Hinweis "geschätzt" versehen sind. Diese Zahlen wurden hier in der Ergebnisübersicht übernommen.

## Legende
Kurze Übersicht zur Bedeutung der Symbolik – so üblicherweise auch in sonstigen Veröffentlichungen verwendet:
| DNF | Wettkampf nicht beendet (did not finish) |
| DNS | nicht am Start (did not start)           |

## Einzel (Normalschanze/18 km)
| Rang | Athlet              | Land       | Ges.- Pkte. | Weite Sprung 1 | Weite Sprung 2 | Weite Sprung 3 | Punkte Springen | Rang Springen | Zeit 18 km | Punkte 18 km | Rang 18 km |
| --- | ------------------- | ---------- | ----------- | -------------- | -------------- | -------------- | --------------- | ------------- | ---------- | ------------ | ---------- |
| 1 | Heikki Hasu         | Finnland   | 455,2       | 61,5 m         | 61,5 m         | 61,5 m         | 215,2           | 6             | 1:08:13 h  | 240,0        | 1          |
| 2 | Ottar Gjermundshaug | Norwegen   | 452,0       | 65,0 m         | 66,5 m         | 66,5 m         | 220,8           | 3             | 1:10:47 h  | 231,2        | 5          |
| 3 | Simon Slåttvik      | Norwegen   | 451,8       | 63,5 m         | 67,0 m         | 68,0 m         | 231,0           | 1             | 1:13:49 h  | 220,8        | 10         |
| 4 | Per Sannerud        | Norwegen   | 448,0       | 65,5 m         | 65,0 m         | 64,5 m         | 223,4           | 2             | 1:12:44 h  | 224,5        | 8          |
| 5 | Sven Israelsson     | Schweden   | 447,6       | 63,5 m         | 65,0 m         | 62,5 m         | 213,7           | 7             | 1:10:00 h  | 232,9        | 4          |
| 6 | Kjetil Mårdalen     | Norwegen   | 442,6       | 63,5 m         | 62,0 m         | 64,0 m         | 219,8           | 4             | 1:13:11 h  | 223,1        | 9          |
| 7 | Martti Huhtala      | Finnland   | 441,1       | 56,0 m         | 57,0 m         | 59,5 m         | 204,8           | 10            | 1:09:21 h  | 236,3        | 2          |
| 8 | Eilert Dahl         | Norwegen   | 436,7       | 56,0 m         | 56,0 m         | 62,0 m         | 201,6           | 11            | 1:09:37 h  | 235,4        | 3          |
| 9 | Clas Haraldsson     | Schweden   | 429,7       | 62,0 m         | 62,5 m         | 63,0 m         | 212,9           | 8             | 1:15:07 h  | 216,8        | 12         |
| 10 | Per Gjelten         | Norwegen   | 427,7       | 63,5 m         | 66,0 m         | 65,5 m         | 216,6           | 5             | 1:16:40 h  | 211,1        | 13         |
| 11 | Aulis Sipponen      | Finnland   | 423,8       | 56,5 m         | 58,0 m         | 58,0 m         | 198,0           | 14            | 1:12:22 h  | 225,8        | 7          |
| 12 | Mikko Merrilainen   | Finnland   | 419,3       | 60,5 m         | 55,5 m         | 55,5 m         | 191,3           | 16            | 1:11:43 h  | 228,0        | 6          |
| 13 | Alfons Supersaxo    | Schweiz    | 418,2       | 56,0 m         | 57,5 m         | 58,5 m         | 199,6           | 12            | 1:14:29 h  | 218,6        | 11         |
| Die folgenden Platzierungen sind in ihrer Reihenfolge und den aufgeführten Teilresultaten nicht offiziell. |                     |            |             |                |                |                |                 |               |            |              |            |
| 14 | Crosby Perry-Smith  | USA        | 395,9       | 63,0 m         | 63,0 m         | 64,5 m         | 212,0           | 9             | 1:24:38 h0 | 183,9        | 16         |
| 15 | Paul Wegeman        | USA        | 383,0       | 58,0 m         | 62,0 m         | 58,5 m         | 199,5           | 13            | 1:24:54 h0 | 183,0        | 17         |
| 16 | Lloyd Hawkensen     | USA        | 368,3       | 52,5 m         | 54,5 m         | 54,5 m         | 181,2           | 20            | 1:23:41 h0 | 187,1        | 15         |
| 17 | Karl Martitsch      | Österreich | 360,5       | 57,0 m         | 59,0 m         | 58,5 m         | 189,8           | 18            | 1:29:32 h0 | 171,0        | 21         |
| 18 | Jack Pauly          | USA        | 356,1       | 54,5 m         | 56,5 m         | 54,5 m         | 184,3           | 19            | 1:29:12 h0 | 172,0        | 20         |
| 19 | Don Johnson         | USA        | 355,7       | 49,5 m         | 52,0 m         | 50,0 m         | 165,7           | 23            | 1:22:50 h? | 190,0        | 14         |
| 20 | Al Merrill          | USA        | 345,8       | 54,5 m         | 49,5 m         | 52,0 m         | 170,6           | 22            | 1:28:12 h0 | 175,2        | 19         |
| 21 | Silas Dunklee       | USA        | 342,9       | 44,5 m         | 49,5 m         | 49,5 m         | 162,9           | 24            | 1:26:47 h0 | 180,0        | 18         |
| 22 | Noel Paul           | Kanada     | 340,0       | 53,5 m         | 56,5 m         | 57,5 m         | 191,1           | 17            | 1:35:55 h0 | 148,9        | 23         |
| 23 | Ralph Townsend      | USA        | 330,3       | 52,0 m         | 53,5 m         | 53,0 m         | 173,5           | 21            | 1:33:36 h0 | 156,8        | 22         |
| DNF | Niklaus Stump       | Schweiz    | -           | 56,0 m         | 56,0 m         | 59,0 m         | 197,0           | 15            | DNF        | -            | -          |
| DNS | Knute Hansen        | Kanada     |             |                |                |                |                 |               |            |              |            |

Datum:
Skispringen: 1. Februar 1950
18-km-Skilanglauf (inkludiert im Speziallanglauf): 3. Februar 1950
Austragungsorte:
Skispringen: MacKenzie Intervale Ski Jumping Complex in Lake Placid
Skilanglauf: Rumford
Teilnehmer: 25 genannt; 24 gestartet; 13 bzw. 23 gewertet;

## Quelle Zeitungsartikel
- Berichte in «Sport Zürich», Nr. 15 vom 3. Februar 1950, Seite 2 (nicht online verfügbar)